# Trichoceros platyceros
Trichoceros platyceros är en orkidéart som beskrevs av Heinrich Gustav Reichenbach. Trichoceros platyceros ingår i släktet Trichoceros och familjen orkidéer. Inga underarter finns listade i Catalogue of Life.